# Tutupaca
Der Tutupaca ist ein bereits in prähistorischer Zeit erloschener Vulkan in der Provinz Candarave der Region Tacna im südwestlichen Peru. Seine Höhe beträgt 5.805 Meter, und sein Gipfel hat eine Kuppe aus ewigem Schnee.
Es ist ein einfach zu besteigender Berg, man benötigt vor allem eine gute körperliche Kondition für große Höhen. Am Fuße des Berges sind noch größere Gebiete mit Vulkanasche bedeckt und einige heiße thermische Quellen zu finden. Der ursprüngliche Kegel wurde zum größten Teil weggesprengt, Bruchstücke davon wurden bis in die mehrere Kilometer entfernte Gegend der heutigen Hafenstadt Ilo geschleudert.
Der Zugang zum Vulkan erfolgt über Moquegua–Huaytire–Laguna Suches.